# Ла Мар, Уильям де
Уильям де ла Мар (англ. William de la Mare, фр. Guilelmus de la Marre; ум. 1290) — английский францисканский богослов, автор резкого полемического сочинения против Фомы Аквината: «Correctorium fratris Thomae» (1284), более раннее её название — «Doctor correctivus».
О ранних годах жизни ла Мара мало известно. В 1260-х годах он уже был членом францисканской общины в Линкольне, составил собственные комментарии к Бонавентуре. Большое влияние на него оказали труды его старших современников Йоханнеса Пекхама, Вальтера фон Брюгге, Роджера Бэкона, доминиканца Петруса де Тарантасиа. В ранних сочинениях ла Мара критика Фомы Аквинского выражена ещё слабо, а критика Аристотеля и Аверроэса ещё не появляется.
В 1275 году ла Мар получил степень доктора теологии в Парижском университете и стал университетским профессором. Под влиянием Бонавентуры он в эти годы составил Commentarium super libros sententiarum (Комментарии к книге сентенций) и написал собственное сочинение Disputationes de quolibet, в которых размышляет о процессе познания, о том что способности, данные человеку для познания, были вложены ему Богом при сотворении. Из этого следует стремление человека соединиться с Богом. Основой человеческой психологии, согласно ла Мару, становится внутренняя святость души, через которую можно постичь вечные идеи.
В конце 1270-х ла Мар вернулся в Англию, в Оксфорд и в 1277/78 годах написал известную работу Correctorium fratris Thomae, которая может считаться манифестом францисканской нео-августинской школы. В этой работе он критикует учение Фомы Аквинского. Доминиканцы — последователи Фомы не остались в стороне, что вызвало теологический диспут. Доминиканцы Иоанн Парижский, Ричард Клапвелл, Томас Саттон публиковали ответные сочинения, известные как Correctoria corruptorii.
Уильям де ла Мар считал теологию руководством к правильному действию и вместе с тем «практической наукой» — не в строго аристотелевском смысле слова наука, а как основанную на божественном авторитете.
В 1283 году капитул францисканцев признал сочинение ла Мара каноническим. Чтение трудов Фомы Аквинского братьям ордена запрещалось, ознакомиться с его философией они могли только через Correctorium.
Под влиянием Бэкона, ла Мар работал над корректировкой перевода Библии и составил глоссарий еврейских и греческих терминов, встречающихся в Библии. Этот труд считается одним из лучших подобных средневековых глоссариев.
Хотя главный труд ла Мара был важным шагом в становлении францисканской теологии, его критика Фомы Аквинского и аристотелевского влияния на теологию была довольно быстро забыта. Напротив, его критические работы о Библии сохраняли большое значение на протяжении долгого времени, последователями ла Мара в этом направлении стали Иоанн Дунс Скот и Пётр Иоанн Оливи.